# Ecos (álbum)
Ecos es el tercer álbum de estudio de la banda  mexicana Camilo Séptimo. Se lanzó oficialmente el 20 de mayo de 2022 en formato físico, disco de vinilo y digital en México. Fue escrito y producido por los tres miembros de la banda —Manuel, Jonathan y Erik—, además del baterista César Cardiel, Luis Jiménez de Los Mesoneros, David Velasco, Fernando de la Huerta, Diego Rangel, Víctor Valverde y Paul Davis. La edición estuvo a cargo de la discográfica Warner Chappell Music.Se distinguió por una mezcla de sonidos que integraba aspectos del rock alternativo junto con influencias del synth-pop y del dream pop.
Contiene veinte canciones originales —se trata del álbum más extenso del grupo, abarcando un total de una hora con ocho minutos—, del cual se extrajeron once sencillos, —5 de ellos en colaboración con un artista invitado—; «Eco», «Gris», «No te reconozco», «Efímera», «Galáctica» con Francisca Valenzuela, «Veneno», «Contracorriente» con Ximena Sariñana, «Inevitable», «Ciclones» con Samantha Barrón, «Sintergia» con Porter e «Hipnosis» con Ervin River, aunque también destacaron temas como «Como tú» y «Señal». La distribución comercial estuvo a cargo de la compañía estadounidense ONErpm.

## Antecedentes
La producción del álbum se llevó a cabo antes de la pandemia de COVID-19 en Acapulco, aunque la concepción original del proyecto experimentó cambios significativos a lo largo del proceso. Para evitar el estancamiento durante el confinamiento en México, la banda optó por lanzar algunas canciones previamente grabadas, lo que resultó en una reestructuración del material. Esto les permitió consolidar un trabajo que consideraron satisfactorio y que les brindó la oportunidad de presentarse en diversas localidades de México y Estados Unidos.
El bajista Luigi Jiménez describió este nuevo material como más orientado hacia problemáticas cotidianas de la vida, distanciándose de los conceptos más abstractos abordados en álbumes anteriores. En julio, la banda emprendió una gira por Estados Unidos, que incluyó presentaciones en ciudades como El Paso, Phoenix, San Diego, Los Ángeles y Santa Ana, California. Esta gira se extendió por una semana adicional, abarcando otras ciudades de California, así como Portland y Seattle.

## Recepción
En el sitio web Rate Your Music recibió una puntuación de 3.00 sobre 5 estrellas.

## Lista de canciones
| N.º   | Título                                  | Escritor(es)                                                          | Duración |  |
| 1.    | «Como tú»                               | Manuel · Jonathan · Erik                                              | 3:13     |  |
| 2.    | «Eco»                                   | Manuel · Jonathan · Erik · Jiménez · Cardiel                          | 3:16     |  |
| 3.    | «Inevitable»                            | Manuel · Jonathan · Erik                                              | 3:24     |  |
| 4.    | «Aura»                                  | Manuel · Jonathan · Erik · Jiménez · Cardiel                          | 3:50     |  |
| 5.    | «Palabras al viento»                    | Manuel · Jonathan · Erik                                              | 3:30     |  |
| 6.    | «Ciclones» (con Samantha Barrón)        | Manuel · Jonathan · Erik · Barrón                                     | 4:02     |  |
| 7.    | «Mantra I»                              | Manuel · Jonathan · Erik                                              | 1:32     |  |
| 8.    | «Veneno»                                | Manuel · Jonathan · Erik · Jiménez · Cardiel                          | 3:19     |  |
| 9.    | «Efímera»                               | Manuel · Jonathan · Erik · Jiménez · Cardiel                          | 4:58     |  |
| 10.   | «Contracorriente» (con Ximena Sariñana) | Manuel · Jonathan · Erik · Jiménez                                    | 3:10     |  |
| 11.   | «Sintergia» (con Porter)                | Manuel · Jonathan · Erik · Velasco · Rangel · de la Huerta · Valverde | 4:05     |  |
| 12.   | «Sobrenatural»                          | Manuel · Jonathan · Erik                                              | 3:04     |  |
| 13.   | «Galáctica» (con Francisca Valenzuela)  | Manuel · Jonathan · Erik · Jiménez · Cardiel                          | 3:27     |  |
| 14.   | «Mantra II»                             | Manuel · Jonathan · Erik                                              | 1:36     |  |
| 15.   | «Hipnosis» (con Ervin River)            | Manuel · Jonathan · Erik · Jiménez · River                            | 3:32     |  |
| 16.   | «Gris»                                  | Manuel · Jonathan · Erik · Jiménez · Cardiel                          | 3:40     |  |
| 17.   | «Infinito»                              | Manuel · Jonathan · Erik                                              | 3:51     |  |
| 18.   | «No te reconozco»                       | Manuel · Jonathan · Erik · Jiménez · Cardiel                          | 3:48     |  |
| 19.   | «Señal»                                 | Manuel · Jonathan · Erik · Jiménez · Cardiel                          | 3:54     |  |
| 20.   | «Olvidamos»                             | Manuel · Jonathan · Erik                                              | 3:35     |  |
| 68:46 |                                         |                                                                       |          |  |

## Historial de lanzamiento
| País   | Fecha              | Formato(s)            | Sello                 | Ref.  |
| ------ | ------------------ | --------------------- | --------------------- | ----- |
| México | 20 de mayo de 2022 | CD + Descarga digital | Warner Chappell Music | [ 3 ] |